# Nikita Čičerin
Nikita Gennad'evič Čičerin (in russo Никита Геннадьевич Чичерин?, angl. Nikita Gennadyevich Chicherin; Mosca, 18 agosto 1990) è un calciatore russo, difensore del Medialiga.

## Caratteristiche tecniche
Terzino destro, può giocare anche come difensore centrale.